# 東京商品取引所
株式会社東京商品取引所（とうきょうしょうひんとりひきじょ、Tokyo Commodity Exchange, Inc., 略称：TOCOM）は、日本の株式会社。株式会社日本取引所グループ（JPX）の子会社で、商品先物取引法上の株式会社商品取引所である。エネルギー以外の先物をJPX傘下の大阪取引所に移管したため、現在はエネルギーの先物取引に特化した商品取引所となっている。原油・石油製品（ガソリン等）先物、電力先物、液化天然ガス（LNG）先物を取り扱っている。それぞれの取引について、2023年現在日本で唯一取り扱う取引所でもある。
2013年2月12日に「株式会社東京工業品取引所」から現在の商号へと変更された。
なお本記事では1984年に3取引所の統合により設立された取引所ならびに法人について記載し、かつて存在した、1894年設立の「東京商品取引所」については記載しない。

## 取扱い商品
※2020年7月27日にグループ取引所にあたる大阪取引所に移管された商品は大阪取引所#取扱い商品の拡大参照
- 貴金属市場 - 金現物取引（休止中）：現金決済先物取引
- 石油市場 - 石油製品（ガソリン、灯油、軽油）および原油：石油製品については現物先物取引、原油については現金決済先物取引
- 中京石油市場 - 中京石油（ガソリンおよび灯油）：現物先物取引
- 電力市場 - 日本卸電力取引所(JEPX)のスポット市場で取引される東エリア・ベースロード電力、西エリア・ベースロード電力、東エリア・日中ロード電力、西エリア・日中ロード電力[6]: 現金決済先物取引[7]
- LNG市場 - LNG（プラッツJKM）先物（試験上場中）[8]：現金決済先物取引[9]

### 電力先物
TOCOMは2019年9月に電力先物を3年間の期限付きで試験上場した。その後、市場参加者が増え、流動性が高まってきたため、2021年9月に電力先物の本上場とLNG先物の試験上場（3年間）を経済産業省に申請した。記者会見したJPXの清田瞭最高経営責任者（CEO）は「日本のエネルギー市場の安定に資するべく、利便性の高い総合エネルギー市場の振興に努める」と話した。2022年1月、経済産業省は電力先物の本上場とLNG先物の試験上場を認可した。
2022年4月には、市場参加者が当初の13社から160社に増え、試験上場期間3年を待たずして本上場に移行した。石崎隆社長は「当社市場の社会的役割の重要性に公的な承認を得られた」とコメントした。「電力消費量が世界第4位である日本において、電力先物市場は更に大きな発展が見込まれる」ため、TOCOMは主力商品として育成を図っている。JPXの「中期経営計画2024」では、2024年度の電力先物取引高を2021年度比で5倍に増やす目標を掲げている。
2023年1月、電力の先物市場を運営するJPXと現物市場を運営するJEPXは、電力の市場機能や競争力の強化を目的とした覚書（MOU）を交わし、両者が協力して市場参加者の拡大やリスク管理の強化に取り組むことになった。

### LNG先物
電力先物の本上場移行と同時に、TOCOMはLNG先物を試験上場した。電力と発電用燃料をワンストップで取引できる「総合エネルギー市場」の環境整備が一層促進される。「中期経営計画2024」ではLNG先物の本上場を目指している。

## 沿革

JPXによる買収以前の東京商品取引所のロゴ

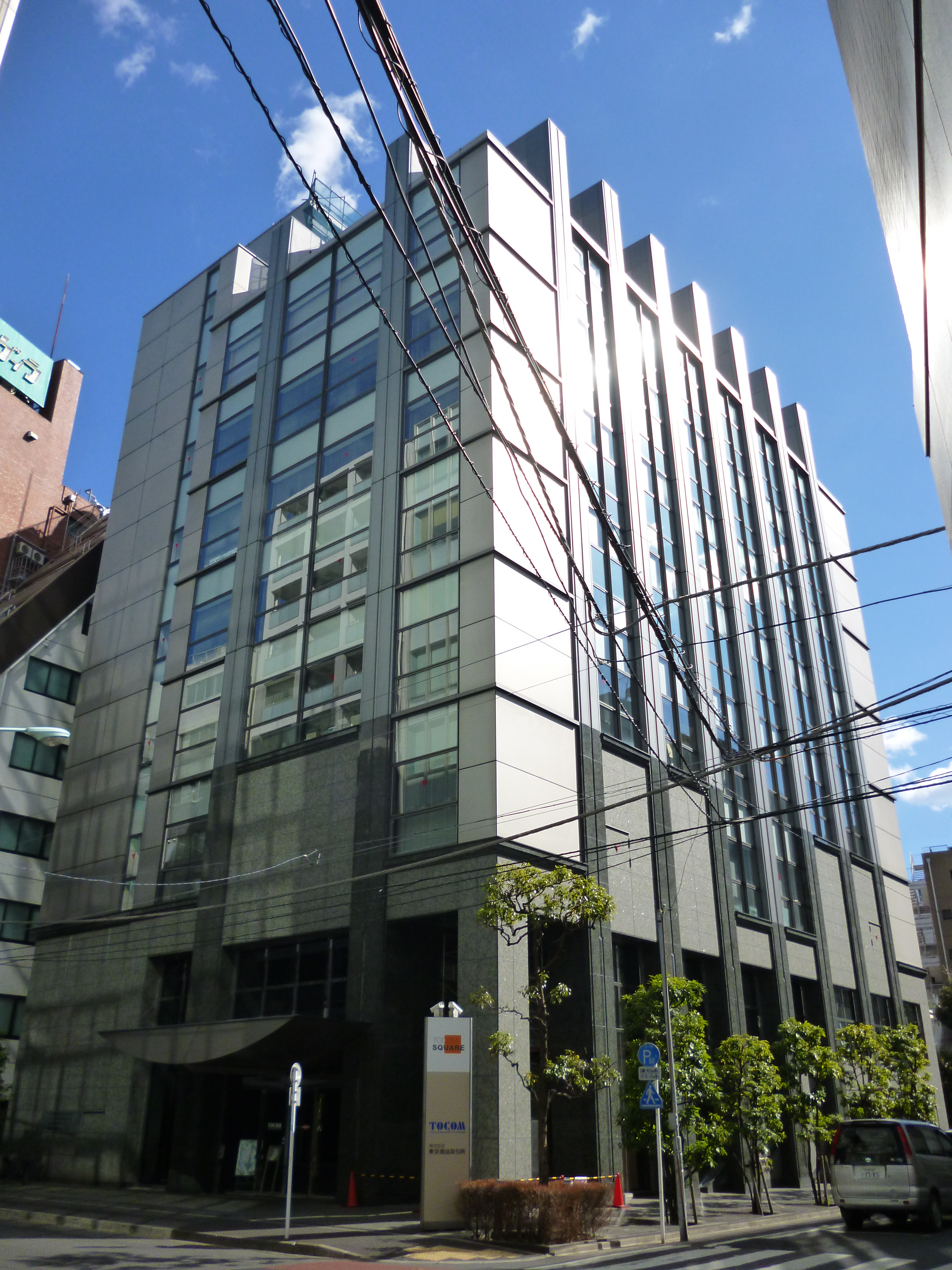
旧本社があった「東京商品取引所堀留ビル」

- 旧本社があった「東京商品取引所堀留ビル」1951年2月23日 - 東京繊維商品取引所開所
- 1952年12月12日 - 東京ゴム取引所開所、同取引所で 11:30初立会を開始
- 1982年3月23日 - 東京金取引所開所
- 1984年11月1日 - 東京繊維商品取引所、東京ゴム取引所、東京金取引所の3取引所統合により設立。
- 1991年4月1日 - NTTデータ製の初期システムを稼動（貴金属市場のみシステム売買による板合せ・ザラバ仕法導入）
- 1992年8月3日 - パラジウム取引開始（試験上場）（1994年8月22日 本上場）
- 1997年4月7日 - アルミニウム取引開始（試験上場）（2000年4月3日 本上場）
- 1999年7月5日 - ガソリン・灯油取引開始（試験上場）（2004年7月1日 本上場）
- 2001年9月10日 - 原油取引開始（試験上場）（2004年7月1日 本上場）
- 2003年1月6日 - NTTデータ製のシステム更改(新取引システムへ移行)
- 2003年6月6日 - インハウス型クリアリングハウス制度を導入、違約対策保険の導入
- 2003年9月8日 - 軽油取引開始（試験上場）（2004年7月1日 本上場）
- 2004年5月17日 - 金先物オプション取引開始
- 2005年1月4日 - ゴム取引が手振り板寄せ取引から、システム売買による板合せ・ザラバ取引に移行し、全ての取引がシステム売買による板合せ・ザラバ取引となった。
- 2007年7月17日 - 金先物ミニ取引開始
- 2008年1月7日 - 取引時間について従来【前場】9:00〜11:00【後場】12:30〜15:30であったものを、【前場】9:00〜11:00【後場】12:30〜17:30となった。
- 2008年11月10日 - 白金先物ミニ取引開始
- 2008年12月1日 - 株式会社化
- 2009年5月7日 - NTTデータがシステム・インテグレータとして導入されたNASDAQ OMXの取引・清算パッケージソフトを用いた取引システムを稼働開始。それに伴って取引時間が日中立会が9:00〜15:30、夜間立会が17:00〜23:00となった。（ただし、ゴム市場の夜間立会については17:00〜19:00）
- 2010年3月23日 - 日経・東工取商品指数先物取引（TOCOM NEXT）開始(限日取引)（試験上場）
- 2010年5月6日 - 2006年2月24日に立ち会いを休止されていた軽油を取引再開
- 2010年9月21日 - 夜間立会(2010年9月22日計算分以降)については、17:00〜23:00であったものを17:00〜04:00と変更になった。（ただし、ゴム市場の夜間立会については17:00〜19:00）
- 2011年5月2日 - 日経・東工取商品指数先物取引（TOCOM NEXT）開始(限月取引)（試験上場）
- 2013年2月12日 - 商号が「株式会社東京工業品取引所」から「株式会社東京商品取引所」に変更され、又、株式会社東京穀物商品取引所から一般大豆、小豆、とうもろこし及び粗糖の各銘柄が移管される。
- 2014年7月22日 - 立会時間が変更され、日中立会時間を09:00〜15:15と、従来よりも終了時刻を15分前倒しするとともに、夜間立会時間を16:30〜04:00と従来よりも開始時刻30分前倒しし、取引時間を15分拡大。（ただし、ゴム市場の夜間立会については16:30〜19:00）
- 2014年7月25日 - この日以降に新甫発会する限月について、新甫発会を納会日の日中立会終了後の夜間立会からと変更される。（従来は、新甫発会を納会日の日中立会終了後の日中立会からとしていた）
- 2015年5月7日 - 日中立会から金限日取引（愛称：東京ゴールドスポット100、ゴールド100）開始
- 2016年9月20日 - 日本取引所グループのデリバティブ取引システム（J-GATE）及び清算システムの利用開始[16]
- 2019年3月28日 - 東京商品取引所と日本取引所グループ間での経営統合についての基本合意書の締結[17]。（本件経営統合の見通しに関する詳細は別記事総合取引所#日本における総合取引所構想を参照）
- 2019年9月17日 - 電力先物を試験上場し、取引を開始した[13]。
- 2019年9月25日 - 日本取引所グループが同年8月より開始した株式公開買付けが成立したと発表[4]。
- 2019年10月1日 - 日本取引所グループが東京商品取引所の株式を議決権ベースで97.15%取得し、同社の連結子会社となる[4][18]。
- 2019年11月1日 - 日本取引所グループが東京商品取引所の残りの株式を株式売渡請求により取得し、同社の完全子会社となる[19][20][21]。
- 2020年7月27日[22][23] - 当社（TOCOM）の貴金属市場（金現物は除く）、ゴム市場及び農産物・砂糖市場（休止中の粗糖は除く）の各商品が大阪取引所[24]へ移管される[22]。また、TOCOMの子会社である日本商品清算機構が担う清算機能（※TOCOMならびに大阪堂島商品取引所の清算機能を担う）が、日本証券クリアリング機構に統合される（※TOCOMから大阪取引所に移管される各商品にかかる清算機能も日本証券クリアリング機構が担う）[23]。
- 2020年8月5日 - 本社を東京都中央区日本橋堀留町1-10-7の東京商品取引所堀留ビルから日本橋兜町2-1の東京証券取引所ビルに移転した[25]。
- 2022年4月4日 - 電力先物を試験上場から本上場に移行し、LNG（プラッツJKM）先物を試験上場した[12]。
- 2023年7月3日 - 旧本社があった「東京商品取引所堀留ビル」の取り壊しが始まった[26]。

## 立会時間・サーキットブレーカー制度
立会時間は以下の通り。
- 日中立会時間 08:45 - 15:15
- 夜間立会時間 16:30 - 05:30
  - 1日の取引としては、16:30に開始し翌営業日の15:15に終了する。
  - 寄板合わせ、立会開始時（8:45及び16:30）に寄板合わせを実施
  - 引板合わせ、5分間の注文受付時間を設け、立会終了時（15:15及び翌5:30）に引板合わせを実施
  - 訂正・取消不可時間帯、寄板合わせ前及び引板合わせ前に、訂正・取消注文を受付けない時間帯（1分間）を設定。ただし、日中立会終了時の引板合わせを除く

（2014年7月22日の変更前）
- 日中立会時間 09:00 - 15:30
- 夜間立会時間 17:00 - 04:00（ゴム市場に限り、17:00 - 19:00）
  - 1日の取引としては、17:00に開始し翌営業日の15:30に終了する。

さらに取引は24時間取引化される見込みである。
（2014年7月22日の変更後
）
- 日中立会時間 09:00 - 15:15
- 夜間立会時間 16:30 - 04:00（ゴム市場に限り、16:30 - 19:00）
  - 1日の取引としては、16:30に開始し翌営業日の15:15に終了する。

（2016年9月の変更後）
- 日中立会時間 08:45 - 15:15
- 夜間立会時間 16:30 - 05:30（ゴム市場に限り、16:30 - 19:00）
  - 1日の取引としては、16:30に開始し翌営業日の15:15に終了する。
  - 寄板合わせ、立会開始時（8:45及び16:30）に寄板合わせを実施
  - 引板合わせ、5分間の注文受付時間を設け、立会終了時（15:15及び翌5:30）に引板合わせを実施。ゴムの夜間立会の引板合わせは19:00。
  - 訂正・取消不可時間帯、寄板合わせ前及び引板合わせ前に、訂正・取消注文を受付けない時間帯（1分間）を設定。 ただし、日中立会終了時の引板合わせを除く。

かつての値幅制限は廃止され、2020年現在はサーキットブレーカー制度が採用されている。

## システム
2016年9月20日より、日本取引所グループのデリバティブ取引システム（J-GATE）及び清算システムを利用している。

## テレビCM
CMは常に、石油バージョンと金取引バージョンの2種類が製作される。1ヶ月（長い場合は2ヶ月）間は片方のCMしか放映しない。切り替えは基本的に月初め。
組合組織時代はCM中に会員各社が日替わりで表示されていたが（BSジャパンでは加盟社を表示しない形に差し替え）、株式会社化されたため加盟社表示は廃止された。

### スポンサー番組
- デリバティブ・マーケット（日経CNBC）

過去のスポンサー番組
- ビジネスマンNEWS（テレビ東京）
- TXNニュースアイ（テレビ東京）※後継番組は速ホゥ!
- TXNニュースワイド 夕方いちばん（テレビ東京）
- TXNニュース THIS EVENING（テレビ東京）
- 激生!スポーツTODAY（テレビ東京）
- NEWSモーニングJAM（テレビ東京）※開始後1ヶ月で降板
- ドスペ!（テレビ朝日）※加盟社表示があったかどうかは不明
- 速ホゥ!（テレビ東京）

### 歴代のCM出演者
- 宍戸開（〜2003年4月末）
- リサ・ステッグマイヤー（2003年5月〜2005年4月末）
- 眞鍋かをり（2005年5月〜2009年4月末）

## 日本商品清算機構
株式会社日本商品清算機構（JCCH: Japan Commodity Clearing House Co., Ltd.）は、商品先物取引法に基づき農林水産大臣及び経済産業大臣から許可を受けて商品取引債務引受業を営んでいた商品取引清算機関である。親会社の東京商品取引所に加え、大阪堂島商品取引所（現：堂島取引所）の2取引所で成立した取引の債務引受けを行っていた。2020年7月27日に、東京商品取引所から貴金属市場（金現物は除く）、ゴム市場及び農産物・砂糖市場（休止中の粗糖は除く）の各商品が大阪取引所へ移管されたことに伴い、親会社の兄弟会社である株式会社日本証券クリアリング機構（JSCC）に吸収合併された。この合併により、大阪取引所、東京商品取引所、堂島取引所の上場商品デリバティブ取引に係る清算業務をJSCCが引き継いだ。